# Tales of Vesperia
Tales of Vesperia é um jogo eletrônico de RPG produzido pela desenvolvedora de jogos eletrônicos japonesa Namco e lançado para Xbox 360 em 2008. No final de 2009 o jogo teve uma versão especial lançada para PlayStation 3, mas apenas no Japão. Tales of Vesperia é o décimo primeiro jogo da série Tales e o quarto jogo da série produzido pelo Team Symphonia, trazendo vários temas recorrentes como o racismo, a união e a destruição do meio ambiente.[carece de fontes?] O jogo foi relançado em 11 de janeiro de 2019 para Xbox One, PlayStation 4, Nintendo Switch e PC com a alcunha de Tales of Vesperia: Definitive Edition.

## História
Vesperia se passa no mundo de Terca Lumireis, do qual usam uma energia chamada blastia para todas as necessidades, incluindo criar barreiras protetoras em volta das cidades. O jogo começa quando um ladrão rouba uma peça que possui a energia de Blastia e controla a água na parte inferior de Zaphias. O protagonista Yuri Lowell, um antigo soldado imperial, tenta perseguir o ladrão, mas acaba sendo preso em um castelo. Em sua fuga, conheceu Estellise que estava a procura de um amigo íntimo e rival do protagonista, Flynn. Junto com Repede, o fiel cão de Yuri, eles partem da barreira de segurança em busca de seus ideais. Enquanto eles exploram o mundo, são desafiados por facções que têm diferentes planos relacionados ao abuso dos recursos blastia, passam por várias aventuras e conquistam mais companheiros como Karol, as lâminas de caça (e que se junta para alcançar sua guilda) e Rita, uma pesquisadora Blastia excêntrica que se interessa muito pelo poder de cura de Estellise. Depois Raven, o membro de uma Raking Guild, e Judith, uma mulher bem misteriosa. Mais personagens são apresentados ao decorrer do jogo.

## Jogabilidade
Tales of Vesperia é um jogo de RPG ambientado em um mundo de fantasia com ambientes e personagens tridimensionais. Os ambientes do jogo são divididos em dois tipos. No mapa de campo, os personagens principais navegam em ambientes de escala reduzida. Uma bússola e um minimapa são exibidos, juntamente com cidades, outros locais nomeados e ícones inimigos. Acertar um ícone inimigo desencadeia uma batalha, enquanto a interação com uma cidade faz com que a parte entre nela. Em batalhas e cidades ou locais semelhantes, os personagens movem-se em torno de ambientes construídos em uma escala realista em relação aos personagens humanos. Nessas áreas, a parte pode interagir com os NPCs (personagens não jogáveis). Dentro desses ambientes, itens como caixas foram movidos pelo personagem atualmente atribuído. Depois de um certo ponto no jogo, um item chamado Anel do Feiticeiro é dado ao grupo, permitindo que disparem raios de energia. Esses parafusos podem ser usados para ativar comutadores, mover objetos e atacar inimigos à distância. Salvar pontos podem ser encontrados em masmorras e cidades. Itens como equipamentos e armas são comprados com Gald, a moeda do jogo.